# Peslières
Peslières é uma comuna francesa na região administrativa de Auvérnia-Ródano-Alpes, no departamento Puy-de-Dôme. Estende-se por uma área de 6,6 km². Em 2010 a comuna tinha 66 habitantes (densidade: 10 hab./km²).